# Muitos Capões
Muitos Capões es un municipio brasileño del estado de Rio Grande do Sul.
Se encuentra ubicado a una latitud de 28º18'51" Sur y una longitud de 51º10'54" Oeste, estando a una altitud de 937 metros sobre el nivel del mar. Su población estimada para el año 2004 era de 3.025 habitantes.
Ocupa una superficie de 1192,5 km².
- Datos: Q985572
- Multimedia: Muitos Capões / Q985572